# Кичменгский Городок
Ки́чменгский Городо́к — село, районный центр Кичменгско-Городецкого района Вологодской области.
Административный центр Муниципального образования Городецкое и Кичменгско-Городецкого муниципального района.
Расстояние до областного центра: 477 км.

## История
Берега рек Кичменьга и Юг были освоены ещё в древнейший период истории. Проводимые здесь археологические раскопки обнаружили стоянки древних людей эпохи мезолита, а также более поздние периодов неолита и раннего металла. Позднее эти земли обжили древнепермские и угро-финские племена, которые стали известными под собирательным названием «чудь заволочская». Сведения о таинственной чуди остались в сказаниях и легендах славян. В одной[какой?] из легенд повествуется, что на месте современного села стояла чудская башня «сажен до 12 высоты и в 5 сажен ширины с малыми отверстиями по бокам, с одной дверью для входа». К XII веку заволочская чудь стала данником Новгорода. Здесь начали строиться укреплённые городки, и, вероятно, в этот период и был построен городок при впадении Кичменги в Юг. Первое письменное упоминание[где?] о Кичменгском Городке датировано 1468 годом и связано с приходом казанских татар. Нанесён на географическую карту «Большой Чертёж» в 1599 году. Торговый путь из Москвы в Архангельск лежал через Кичменгский Городок, и это способствовало развитию местной торговли. Ежегодно проходило две ярмарки: Петровская и Михайловская с многотысячными оборотами. В середине XIX века открывается приходская школа, фельдшерский пункт. Начало XX века ознаменовано открытием амбулатории, больницы, двуклассного министерского училища, школы для взрослых. Образовано первое общество потребителей для жителей Городка и ближайших деревень. На сегодняшний день[когда?]

 ведущими в районе являются предприятия по заготовке и переработке древесины, а также сельскохозяйственной продукции. В селе находится Храм во имя святого благоверного князя Александра Невского.

## Топонимика
В связи с трудностью произношения названия из-за его длины в разговорной форме чаще употребляется название «Кич-Городок», однако это является просторечием и не приветствуется[кем?]. В разговорной речи жители самого района называют районный центр просто «Городок» или центр.

## Экономика
Основные предприятия: ЗАО «Мега» (лесопромышленное производство), ОАО «Мясо», сельхозпредприятия «Майский», «Союз».
Самое крупное предприятие — ОАО «Мясо», образованное в 1952 году. Выпускает более 90 наименований продукции, в том числе пельмени, копчёности и деликатесы. В 2007 году ОАО «Мясо» представляло свою продукцию на различных выставках, конкурсах, смотрах — «Российские губернаторы в глубинке», «Вологдаагро — 2007», ежегодной межрегиональной Ильинской ярмарке, в «Русском Доме», на Родине Деда Мороза.

## Образование
В Кичменгском Городке действуют две школы:
- МБОУ «Первомайская средняя школа»[3]
- МБОУ «Кичменгско-Городецкая средняя общеобразовательная школа».

Также ранее в селе находилось СПТУ, но в 2014 году его работа была прекращена.

## Транспорт
Через Кичменгский Городок проходит автодорога Р157. Имелся аэропорт, из которого раз в неделю совершались рейсы на Вологду самолётом Як-40. С 1 июля 2012 года ОАО «Вологодское авиационное предприятие» прекратило свою деятельность в аэропорту «Кичменгский Городок».
В селе имеется единственный внутрипоселковый автобусный маршрут № 1 — ПМК — АТК РПС — Княжигора.

## Население
| 1959 | 1970  | 1979  | 1989  | 2002  | 2010  | 2021  |
| ---- | ----- | ----- | ----- | ----- | ----- | ----- |
| 3722 | ↗4433 | ↗5931 | ↗6766 | ↘6754 | ↘6421 | ↘6103 |

По переписи 2002 года население — 6754 человека (3199 мужчин, 3555 женщин). Преобладающая национальность — русские (99 %).
По переписи 2010 года население — 6443 человека (3011 мужчин, 3432 женщины).

## Уроженцы
- Шевницын Леонид Сергеевич (1931, Кичменгский Городок — 2014, Новочебоксарск) — организатор производства, Герой Социалистического Труда.